# Ichikawa Danjūrō IX
Ichikawa Danjūrō IX (jap. 九代目市川團十郎 Kudaime Ichikawa Danjūrō; ur. 29 listopada 1838, zm. 13 września 1903) – japoński aktor kabuki wywodzący się z aktorskiego rodu Ichikawa Danjūrō, syn Ichikawa Danjūrō VII. Pierwszy aktor kabuki, który wystąpił przed cesarzem (miało to miejsce w 1887 roku). Zagrał w najstarszym zachowanym japońskim filmie fabularnym Opadające liście klonu. Zagashira (aktor-kierownik) teatru Kawarazaki-za. Jeden z najwybitniejszych aktorów japońskich. Występował też pod imionami: Kawarazaki Sanshō, Kawarazaki Gonnosuke VII, Kawarazaki Gonjūrō I oraz Kawarazaki Chōjūrō III.
Urodził się jako piąty syn Ichikawa Danjūrō VII. Został adoptowany przez Kawarazaki Gonnosuke VI z aktorskiej rodziny Kawarazaki. Na scenie debiutował w 1845 w teatrze Kawarazaki-za. Dopiero w 1874 roku powrócił do rodziny Ichikawa i przyjął imię kolejnego Danjūrō (przez poprzednie 20 lat, po śmierci Ichikawa Danjūrō VIII, nie noszone przez nikogo). Zagrał w licznych przedstawieniach kabuki. 21 kwietnia 1887 roku w rezydencji ministra spraw zagranicznych wystąpił przed cesarzem. Było to pierwsze przedstawienie kabuki wystawione w obecności władcy. Po raz ostatni wystąpił w maju 1903 roku w przedstawieniu Kasuga no Tsunone. Zmarł we wrześniu tego samego roku.